# Vasundhara Raje
Vasundhara Raje, född 8 mars 1953, en indisk politiker (BJP), var premiärminister (Chief Minister) i delstaten Rajasthan 2003-2008. Hon är dotter till Rajmata Vijayraje Scindia och föddes i den förra furstefamiljen i Gwalior. Raje är gift med förre maharajan av Dhaulpur, Hemant Singh, sedan 17 november 1972. Hon har examen i nationalekonomi och statskunskap från Bombayuniversitetet.
Raje invaldes i Rajasthans lagstiftande församling 1985. Mellan 1989 och 2003 representerade hon valkretsen Jhalawar i Lok Sabha, en valkrets som numera sonen Dushyant Singh representerar. I Atal Bihari Vajpayees regeringar innehade Raje olika ministerposter, den viktigaste varande biträdande utrikesministerposten. I valet 2003 övergick Raje till delstatspolitiken, och ledde BJP till partiets största seger någonsin i Rajasthan.